# Uranggantung
Uranggantung is een bestuurslaag in het regentschap Lumajang van de provincie Oost-Java, Indonesië. Uranggantung telt 2609 inwoners (volkstelling 2010).